# Звенячинська мінеральна
Звенячинська мінеральна — гідрологічна пам'ятка природи місцевого значення в Україні. Об'єкт природно-заповідного фонду Чернівецької області. Пам'ятка знаходиться біля села Звенячин на території Заставнівського району, Чернівецької області.
Площа 0,3 га. Статус надано згідно з рішенням Чернівецького облвиконкому від 30.05.1979 року № 198. 
Охороняється свердловина з напірним самовиливом вод сульфатно-кальцієвого типу. Мінералізація 2,2 г/л. Дебіт 207000 л/добу. Має науково-пізнавальне й утилітарне значення.

## Галерея

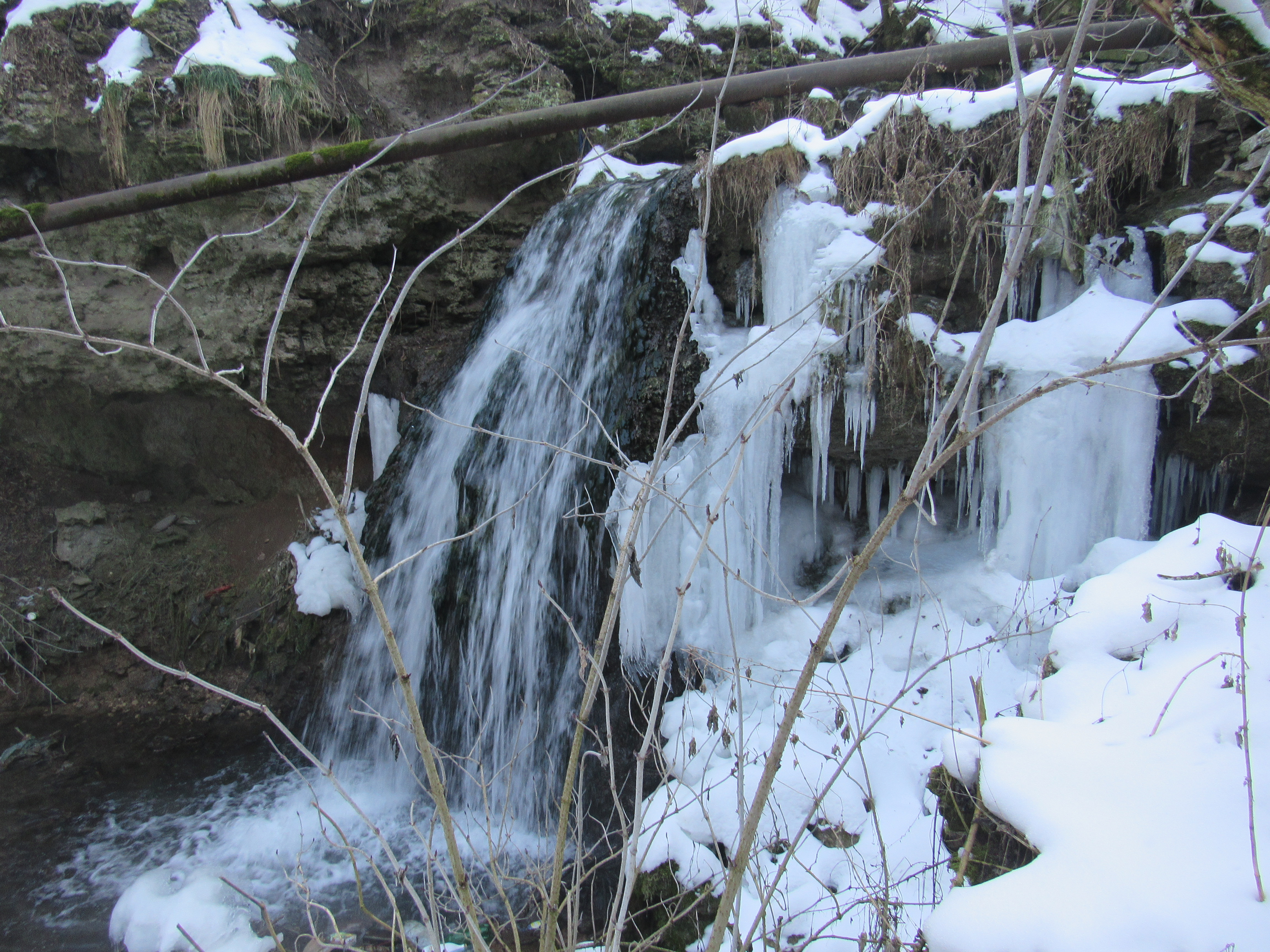
Водоспад на струмку Мальованка від гідрологічної пам'ятки природи "Звенячинська мінеральна" у с. Звенячин